# Tauri di Schladming e di Murau
I Tauri di Schladming e di Murau (detti anche, più semplicemente, Tauri di Schladming - in tedesco Schladminger Tauern) sono un gruppo montuoso delle Alpi dei Tauri orientali. La montagna più alta è l'Hochgolling che raggiunge i 2.862 m s.l.m.. Si trovano in Austria (Stiria e Salisburghese). Prendono il nome dalle città di Schladming e di Murau.

## Classificazione

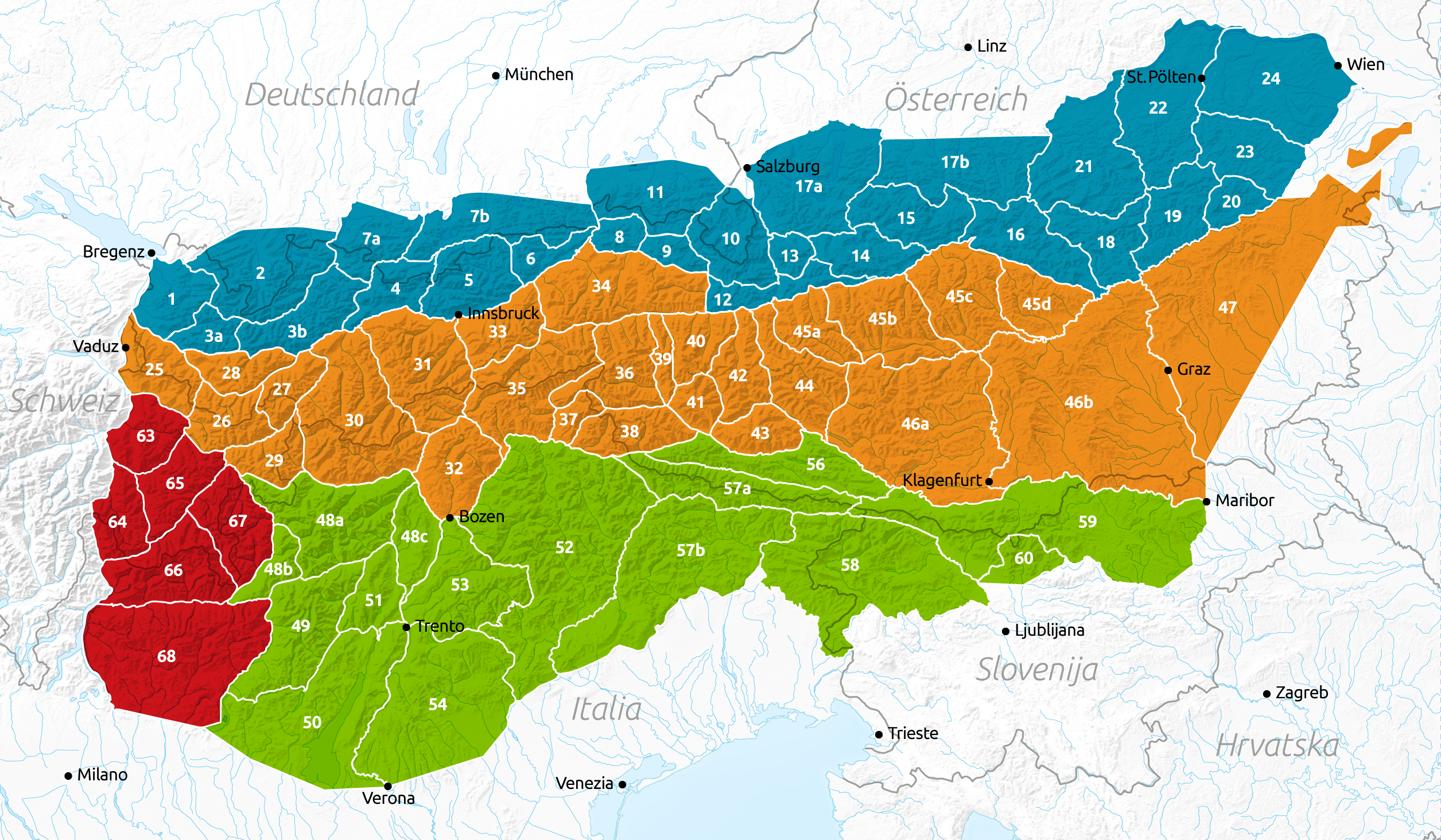
I Tauri di Schladming secondo l'AVE sono individuati dal numero 45b.

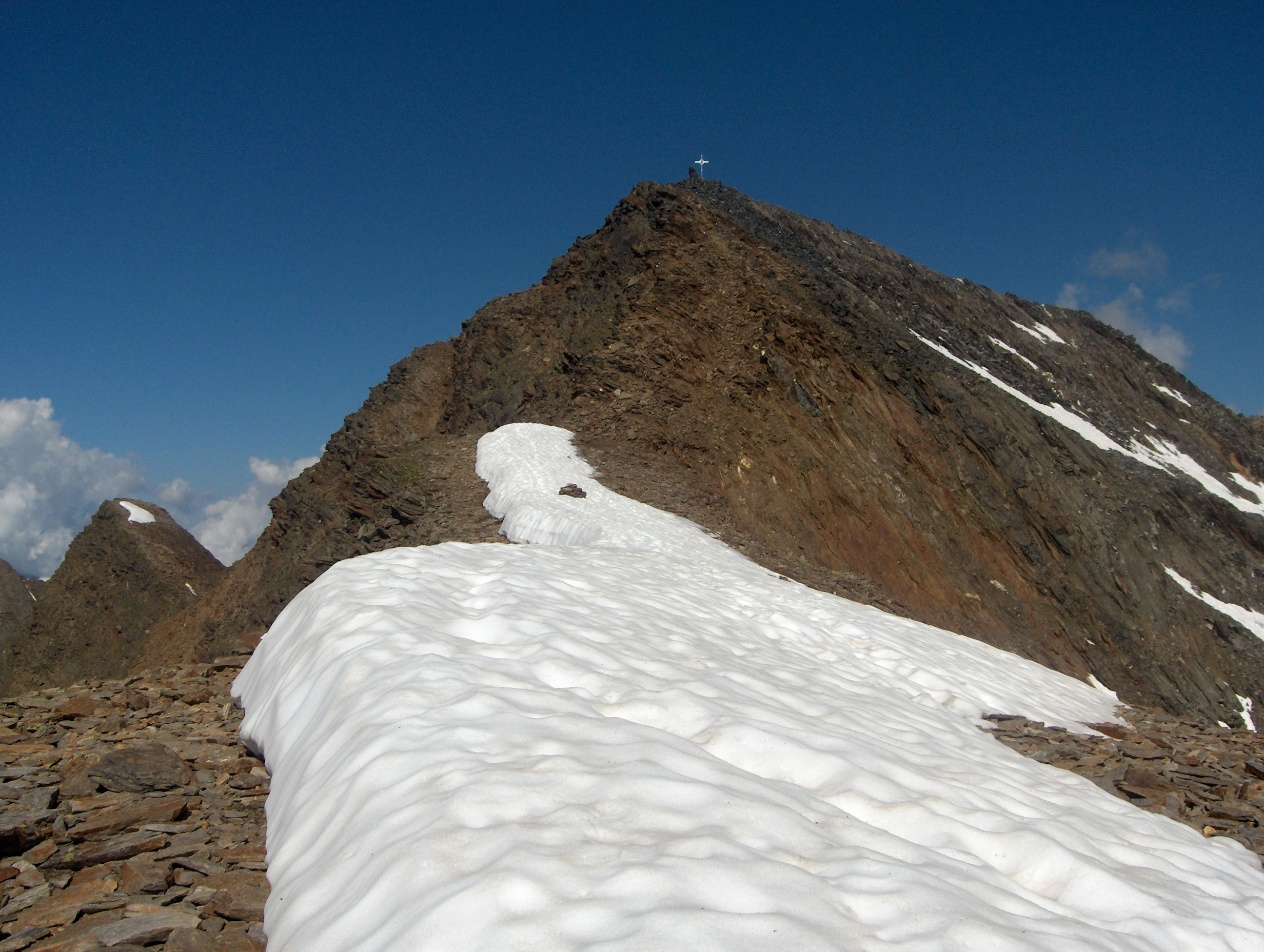
Monte Röteck

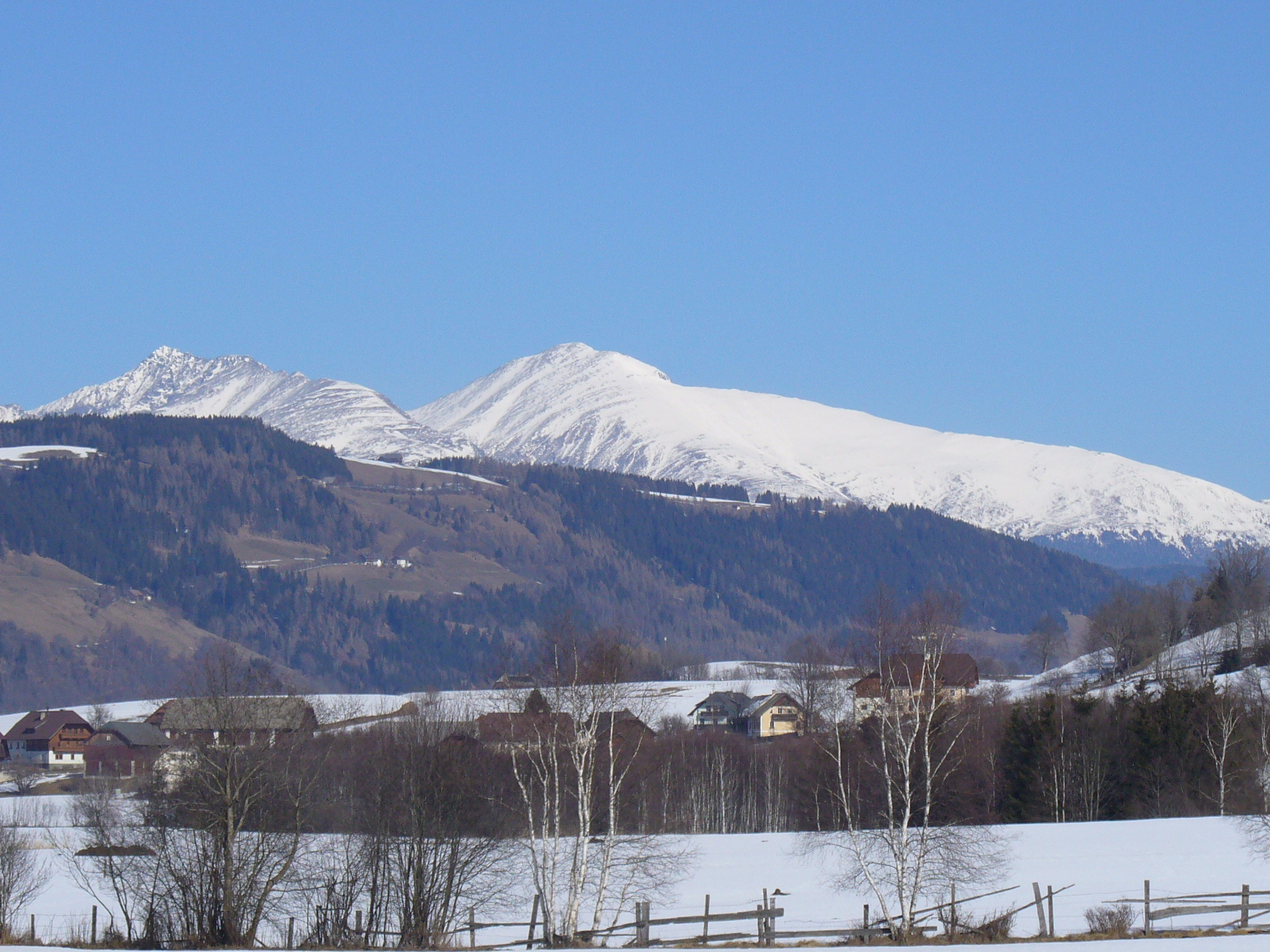
Preber

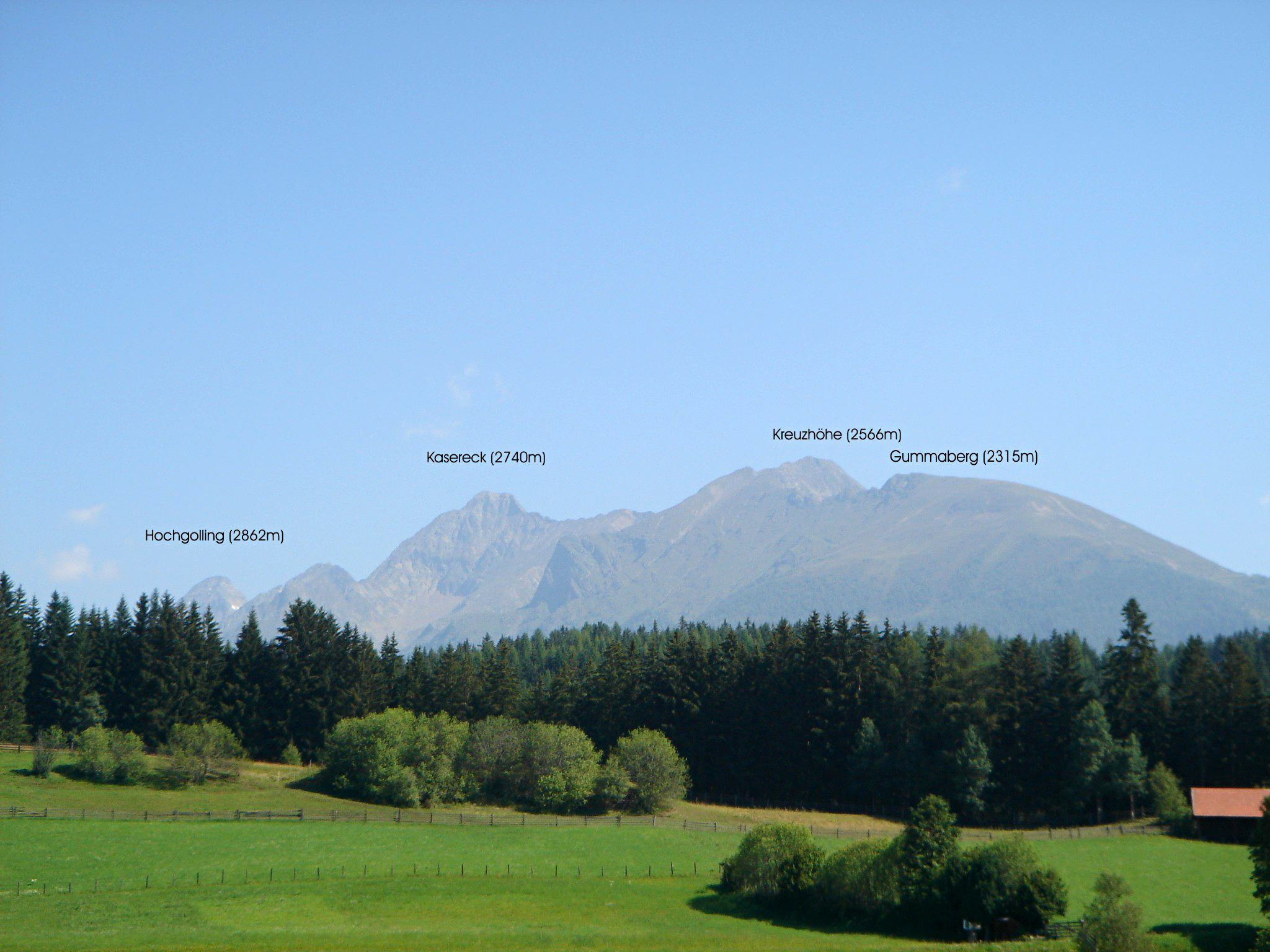
Kasereck

Secondo la SOIUSA i Tauri di Schladming e di Murau sono una sottosezione alpina con la seguente classificazione:
- Grande Parte = Alpi Orientali
- Grande Settore = Alpi Centro-orientali
- Sezione = Alpi dei Tauri orientali
- Sottosezione = Tauri di Schladming e di Murau
- Codice = II/A-18.II

Secondo l'AVE costituiscono il gruppo n. 45b di 75 nelle Alpi Orientali.

## Delimitazioni
Confinano:
- a nord con le Alpi scistose salisburghesi (nelle Alpi Settentrionali Salisburghesi) e separati dal corso del fiume Enns;
- a nord con i Monti del Dachstein (nelle Alpi del Salzkammergut e dell'Alta Austria) e separati dal corso del fiume Enns;
- ad est con i Tauri di Wölz e di Rottenmann (nella stessa sezione alpina) e separati dal Sölkpass;
- a sud con le Alpi della Gurktal (nelle Alpi di Stiria e Carinzia) e separati dal corso del fiume Mura;
- ad ovest con i Tauri di Radstadt (nella stessa sezione alpina) e separati dal Radstädter Tauern Pass.

Ruotando in senso orario i limiti geografici sono: Radstädter Tauern Pass, Nördliche Taurach, fiume Enns, Sölktal, Sölkpass, Katschbachtal, fiume Mura, Südliche Taurach, Radstädter Tauern Pass.

## Suddivisione
Si suddividono in due supergruppi, tre gruppi e sedici sottogruppi:
- Tauri di Schladming in senso stretto (A)
  - Gruppo dell'Hochgolling (A.1)
    - Nodo del Kalkspitze (A.1.a)
    - Nodo del Schiedeck (A.1.b)
    - Nodo Hundstein-Hocheck (A.1.c)
    - Nodo dell'Elendberg (A.1.d)
    - Nodo dell'Hochgolling (A.1.e)
    - Nodo del Kasereck (A.1.f)
    - Klafferkessel (A.1.g)

  - Gruppo Preber-Wildstelle (A.2)
    - Nodo del Waldhorn (A.2.a)
    - Nodo del Wildstelle (A.2.b)
    - Nodo dell'Höchstein (A.2.c)
    - Nodo del Preber (A.2.d)
    - Nodo Knallstein-Rupprechteck (A.2.e)
- Alpi di Murau (B)
  - Gruppo Gstoder-Stolzalpe (B.3)
    - Mitterberg (B.3.a)
    - Nodo di Wadschober (B.3.b)
    - Nodo del Gstoder (B.3.c)
    - Regione di Stolzalpe (B.3.d)

Il primo supergruppo, i Tauri di Schladming in senso stretto, raccoglie la maggior parte del gruppo montuoso e si colloca a nord; le Alpi di Murau si collocano a sud e subito a nord del fiume Mura.

## Montagne
Le montagne principali sono:
- Hochgolling - 2862 m
- Hochwildstelle - 2.747 m
- Roteck - 2.742 m
- Preber - 2.740 m
- Kasereck - 2.740 m
- Waldhorn - 2.702 m
- Deichselspitz - 2.684 m
- Kieseck - 2.681 m
- Elendberg - 2.672 m
- Umlauter - 2.664 m
- Gstoder - 2.140 m
- Planai - 1.906 m